# Fossa de Puerto Rico

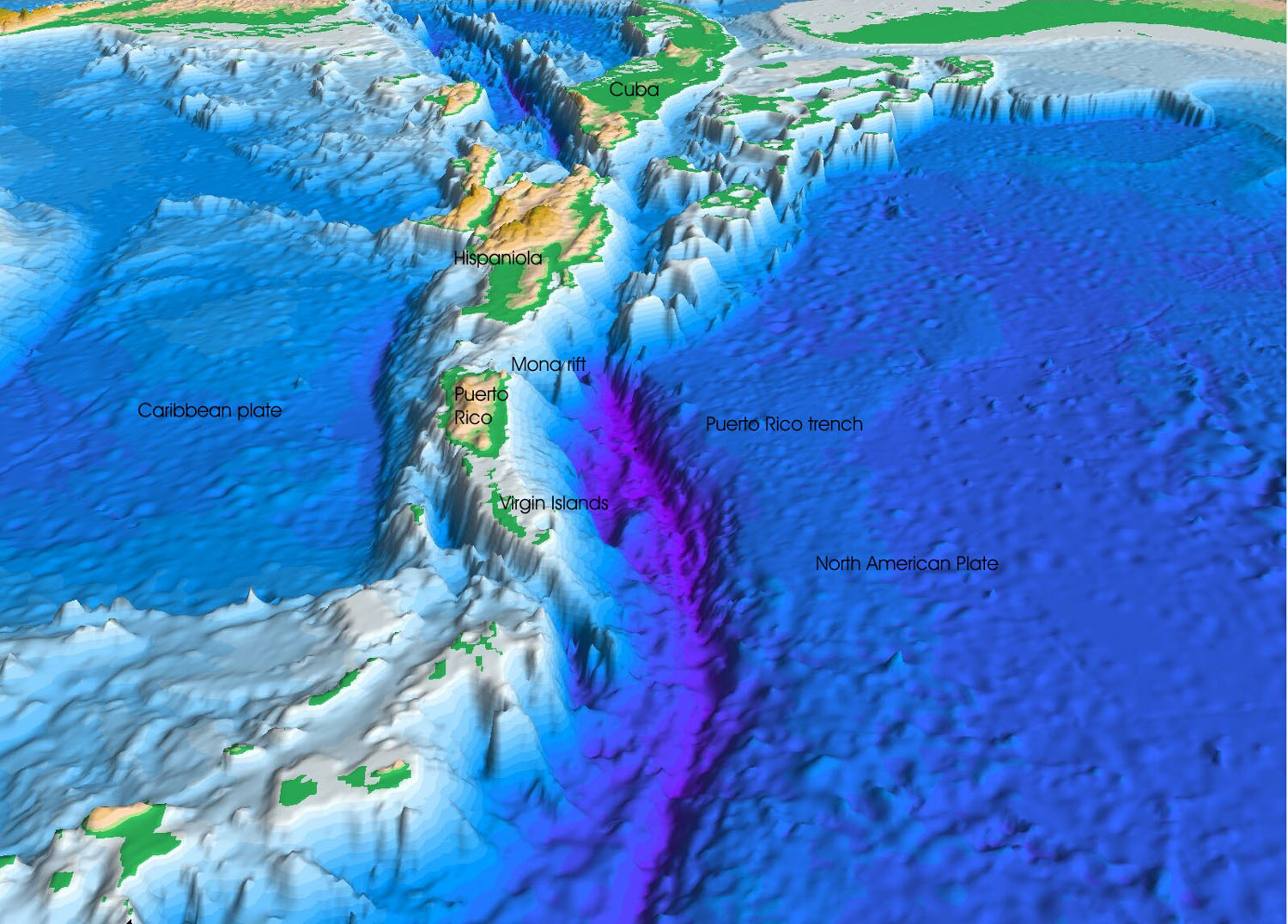
Vista en perspectiva del fons marí al mar Carib i l'oceà Atlàntic. Les petites Antilles es troben a sota, al costat esquerre de la imatge, i la península de Florida a dalt, a la dreta. L'àrea de color morat que hi ha al centre de la imatge és la fossa de Puerto Rico, que constitueix la zona més profunda de l'oceà Atlàntic i el mar Carib.

La fossa de Puerto Rico és una fossa marina que es troba en el límit entre el mar Carib i l'oceà Atlàntic. Aquesta fossa està associada amb un complex de transició en la zona de subducció al sud de les petites Antilles i la placa que s'estén a occident, des de Cuba i L'Espanyola fins a la fossa de les Caiman i la costa de Centreamèrica. Els estudis científics realitzats a la zona han conclòs que un fort terratrèmol en aquesta falla podria originar un tsunami.
L'illa de Puerto Rico es troba immediatament al sud de la zona de falles geològiques i de la fossa que duu el seu nom. La fossa té uns 800 km de llargada i una profunditat màxima de 8.380 metres (27.493 peus) a la depressió Milwaukee, que és el punt més profund de l'oceà Atlàntic i el punt més profund fora de l'oceà Pacífic.

## Geologia
La fossa de Puerto Rico es troba en el límit entre dues plaques tectòniques: la placa del Carib que es mou cap a l'est; i la Placa nord-americana que ho fa cap a l'oest. La placa nord-americana és subduïda per la placa del Carib cap al sud-est de la fossa. Aquesta zona de subducció explica la presència de volcans actius val sud-est del mar Carib. L'activitat volcànica sovinteja a l'arc format per les Illes de Sobrevent i de Sotavent.
Puerto Rico, les Illes Verges dels Estats Units, les Illes Verges Britàniques i la República Dominicana no tenen volcans actius, però que corren el risc de patir terratrèmols i tsunamis.